# Navarrai Johanna foix-i grófné
Navarrai Johanna (1382 – Béarn, 1413. július), spanyolul: Juana de Navarra, baszkul: Joana Nafarroakoa, occitánul: Joana de Navarra, navarrai királyi hercegnő (infánsnő), Navarra trónörököse (1402–1413), Foix grófnéja. III. Károly navarrai király és Trastámarai Eleonóra kasztíliai infánsnő elsőszülött lánya, I. Blanka navarrai királynő nővére. A Capeting-ház oldalágának az Évreux-háznak a tagja volt.

## Élete
III. Károly navarrai király és Trastamarai Eleonóra kasztíliai királyi hercegnő lánya. Anyja révén II. Henrik kasztíliai király unokája volt. Johanna hercegnő elsőszülött gyermekként jött a világra. Hét testvére közül csak három húga, Blanka, a későbbi navarrai királynő, Beatrix hercegnő, Bourbon Jakab la marche-i gróf első felesége és Izabella armagnaci grófné érte meg a nagykorúságot.
Johannát az aragón királyi családdal történt békekötés megpecsételéseként jegyezték el 1401-ben Idős Márton aragón király fiával, Ifjú Márton szicíliai királlyal és aragón trónörökössel, majd pedig miután Johanna az öccsei halála (1402) után Navarra trónörököse lett, a sorban következő húgával, Blankával. Blanka 1402. november 9-én érkezett meg Szicíliába, a házasságot pedig 1402. november 26-án kötötték meg. Johanna trónörökösnő pedig szinte húgával egy időben ment férjhez 1402. november 12-én Olitében a Foix(-Grailly)-házból származó Jánoshoz (1382–1436), I. Izabellának (Erzsébet; 1361–1428), Foix grófnőjénak és Béarn algrófnőjének Archambaud (Arquimbald) de Graillyvel, Bénauges algrófjával (1330/45–1412) kötött házasságából származó elsőszülött fiához.
Johannát az apja a házasságkötését követő hónapban öccsei halála miatt legidősebb leányként Olitében 1402. december 3-án hivatalosan is Navarra trónörökösévé nevezte ki, és ebbéli minőségében apja távollétében reá hárult az uralkodói teendők gyakorlása. Férje egy 1412. február 22-én megkötött családi egyezmény révén megörökölte anyjától a Foix grófja címet, és I. János néven lépett annak örökébe, de anyja más birtokai, így a Béarni Algrófság rendjei megtagadták tőle, hogy anyja életében, 1428-ig elismerjék teljes jogú uralkodójuknak.
Johanna a következő évben, 1413 júliusában halt meg gyermektelenül, és a navarrai trónöröklésben a sorban következő húga, Blanka hercegnő követte őt, aki 1425-ben valóban Navarra trónjára léphetett apjuk halála után.
Férje újranősült, és Albret Johannával (1403–1433) kötött második házasságából született legidősebb fia, IV. Gaston foix-i gróf (1423–1472) Johanna húgának, Blanka királynőnek a legkisebb lányát, Eleonórát (1426–1479) vette feleségül, és bár apjához hasonlóan IV. Gaston sem lett Navarra királya, de felesége révén, aki I. Eleonóra néven egy hónapig Navarra királyaként uralkodott, az utódai 1479-től már valóban a navarrai trónra kerülhettek.